# ميرزا حسن دنايي
ميرزا حسن دنايي (Mirza Dinnayi) كاتب وسياسي، من مواليد الموصل سنجار عام 1973.

## عنه
أكمل الابتدائية والثانوية هناك، وكان من أوائل محافظة الموصل بين خريجي البكالوريا عام 1991، التحق بكلية الطب جامعة الموصل وإضطر بعد ذلك بسنة ونصف الهرب من الموصل إلى كردستان العراق بسبب المواقف السياسية وبعض كتاباته التي أغضبت السلطات، فتم ملاحقته وتعرضت العائلة من بعده للاضطهاد والسجن ومصادرة الاموال بسبب التحاقه بالمناطق المحررة من كردستان.
استقر في كردستان ثلاثة سنين، ثم ما لبث أن إضطر لتكملة مشوار الهروب بعدما اندلعت الحرب الاهلية الكوردية، مرة أخرى بسبب المواقف السياسية، واستقر في ألمانيا، التحق بكلية الطب جامعة فريدريش شيلر في يينا، رسالة دكتوراه في قسم الطب النفسي بكلية الطب جامعة يينا حول الامراض النفسية الجسمية (سايكوسوماتيك) للأقليات المهاجرة في ألمانيا.
في الأونة الأخيرة وبعد الاحداث الأخيرة في المناطق الايزيدية والاعمال الارهابية والتي اودت إلى مقتل حوالي 500 شخص من الايزيديين في العراق، قام الدكتور ميرزا وبعض محبي الخير بتاسيس منظمة الجسر الجوي والتي كانت لها الفضل الكبير بمعالجة بعض الناجين من تلك المجزرة ي مستشفيات ألمانيا.وهو المرشح الأول لدى القائمة الايزيدية المستقلة والتي تخوض الانتخابات البرلمانية والبلديات في العراق.وهو ذو مواقف إنسانية.